# Bariri
Bariri est une municipalité brésilienne de l'État de São Paulo et de la Microrégion de Jaú.

## Démographie
| Évolution de la population (municipalité) | Évolution de la population (municipalité) | Évolution de la population (municipalité) | Évolution de la population (municipalité) |
| Année                                     | Population                                |                                           | %±                                        |
| ----------------------------------------- | ----------------------------------------- | ----------------------------------------- | ----------------------------------------- |
| 1920                                      | 23 830                                    |                                           |                                           |
| 1940                                      | 24 967                                    |                                           | 4,8%                                      |
| 1950                                      | 22 030                                    |                                           | −11,8%                                    |
| 1960                                      | 18 439                                    |                                           | −16,3%                                    |
| 1970                                      | 17 497                                    |                                           | −5,1%                                     |
| 1980                                      | 19 894                                    |                                           | 13,7%                                     |
| 1991                                      | 24 542                                    |                                           | 23,4%                                     |
| 2000                                      | 28 224                                    |                                           | 15,0%                                     |
| 2010                                      | 31 593                                    |                                           | 11,9%                                     |
| 2022                                      | 31 595                                    |                                           | 0,0%                                      |
| ,                                         |                                           |                                           |                                           |